# Yoshiro Moriyama
Yoshiro Moriyama (n. 9 noiembrie 1967) este un fost fotbalist japonez.

## Statistici
| Japonia | Japonia | Japonia |
| An      | Meciuri | Goluri  |
| ------- | ------- | ------- |
| 1994    | 7       | 0       |
| Total   | 7       | 0       |